# Eparmatostigma dives
Eparmatostigma dives är en orkidéart som först beskrevs av Heinrich Gustav Reichenbach, och fick sitt nu gällande namn av Leslie Andrew Garay. Eparmatostigma dives ingår i släktet Eparmatostigma och familjen orkidéer. Inga underarter finns listade i Catalogue of Life.